# Aldea Epulef
Aldea Epulef es una localidad y comuna argentina del oeste de la provincia de Chubut, dentro del Departamento Languiñeo. Se encuentra dentro de la Reserva Aborigen "Cacique Mariano Epulef" de 200 kilómetros cuadrados.

## Población
Contó con 251 habitantes (Indec, 2010), lo que representó un incremento del 64,6% frente a los 150 habitantes (Indec, 2001) del censo anterior. La población se compuso de 148 varones y 103 mujeres, lo que arrojó un índice de masculinidad del 143.69%. En tanto, las viviendas pasaron a ser 150.

Tras el censo de 2022 se conoció una brusca caída en crecimiento de la localidad con 162 habitantes y unas 101 viviendas.La población mantiene la categoría de comuna rural.
| Gráfica de evolución demográfica de Aldea Epulef entre 1991 y 2022 |
|                                                                    |
| Fuente: Censos nacionales del INDEC                                |

## Servicios
Presenta servicio eléctrico por generador autónomo, cloacas, teléfono público y gas por Zeppelín en establecimientos oficiales. Como instituciones públicas pueden reseñarse: Escuela N.º 129 "Dos Lagunas", Juzgado de Paz, Subcomisaría, Puesto Sanitario y Comuna Rural. Existe un Club de Madres donde se desarrollan actividades culturales. El servicio de internet por Banda Ancha brindado por el Gobierno de la provincia del Chubut se encuentra en funcionamiento en todos los establecimientos oficiales.